# Anzola dell'Emilia
Anzola dell'Emilia (en dialecte bolonyès: Anzôla) és un comune (municipi) de la Ciutat metropolitana de Bolonya (antiga província de Bolonya), a la regió italiana d'Emília-Romanya, situat uns 13 km al nord-oest de Bolonya. L'1 de gener de 2018 tenia 12.310 habitants.

## Ciutats agermanades
Anzola dell'Emilia està agermanat amb:
- Polistena, Itàlia